# Шкут
Шкут, шкута (нід. schuit) — переважно вітрильне, плоскодонне судно басейну Балтійського моря. Найбільш поширене було в водах Західного Бугу та Сяну. Також використовувались в європейській частині Росії та на Каспійському морі.
Мало спереду звужену форму, а носову верхню частину — дещо заокруглену. В задній частині була невелика кімната — буда, де зберігали різні знаряддя праці та продукти, а посередині неї — дерев'яний «стіл»: тут вставляли щоглу. По обидва боки від цього столу було місце для товару, який накривали солом'яними матами.